# Офанто
Офанто (Ofanto; Aufidus, от гръцкото: Ophidus, Ωφιδους) e река в Южна Италия с дължина 170 км. Площта на водосборния ѝ басейн е 2.780 км².
Извира при Торела дей Ломбарди, тече през Кампания, Базиликата и Апулия. Влива се в Адриатическо море при Барлета.